# (4065) Meinel
(4065) Meinel – planetoida z pasa głównego asteroid.

## Odkrycie
Została odkryta 24 września 1960 roku w Obserwatorium Palomar przez Cornelisa van Houtena i Toma Gehrelsa. Nazwa planetoidy pochodzi od Adena Bakera Meinela, amerykańskiego astronoma. Przed nadaniem nazwy planetoida nosiła oznaczenie tymczasowe (4065) 2820 P-L.

## Orbita
(4065) Meinel okrąża Słońce w ciągu 3 lat i 152 dni w średniej odległości 2,27 j.a. Planetoida należy do rodziny planetoidy Flora nazywanej też czasem rodziną Ariadne.